# A.U.S.R. Orca

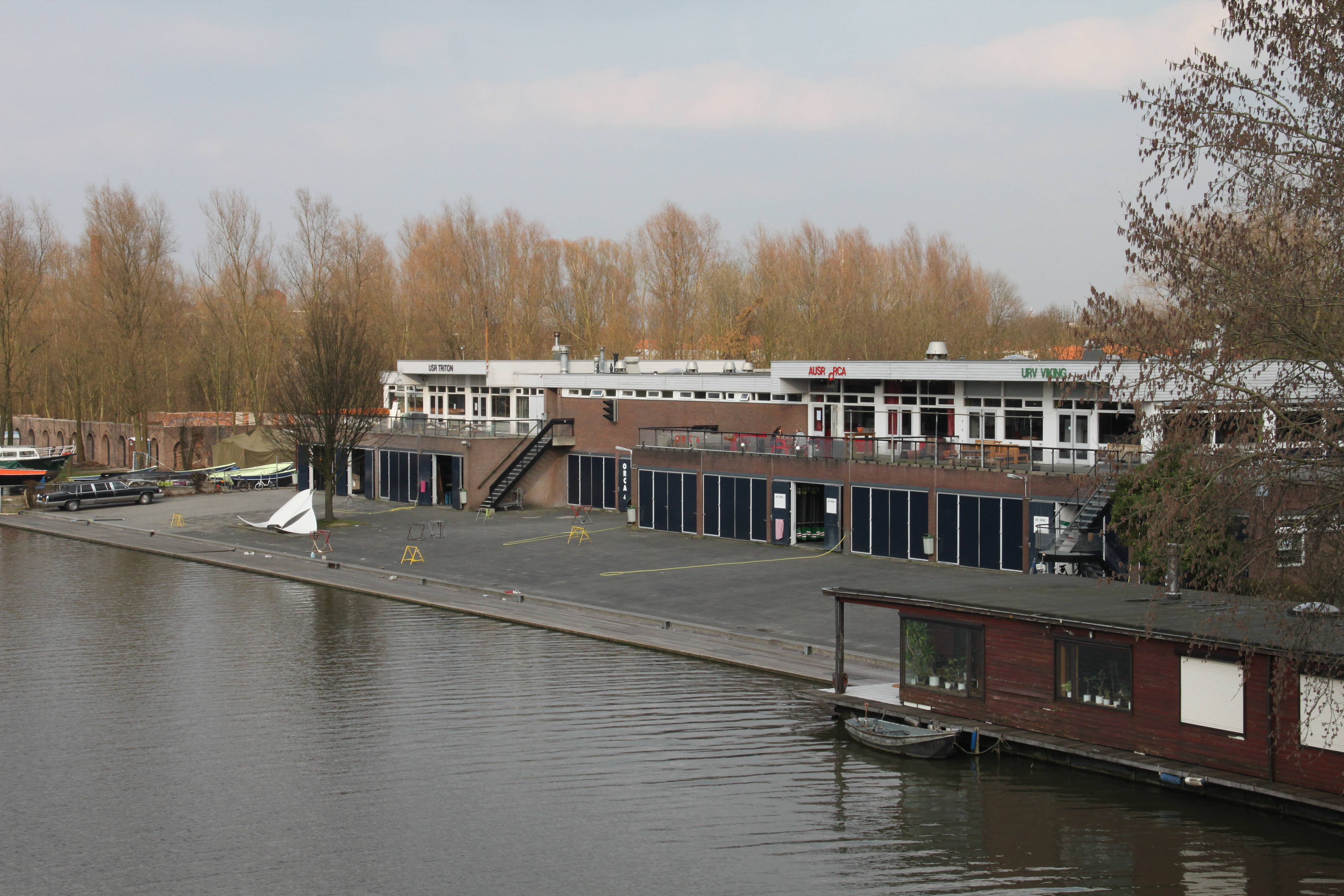
A.U.S.R. Orca

De Algemene Utrechtse Studenten Roeivereniging Orca is op 24 oktober 1970 in de Nederlandse stad Utrecht ontstaan nadat er al eerder dat jaar plannen werden gesmeed om de verenigingen Charon en Batavier te fuseren om zo samen op weg te gaan naar de top van het nationale en internationale roeien. De fusie speelde zich af aan de Zeehaenkade (schuin tegenover de huidige loods, aan de andere oever van het Merwedekanaal) waar de botenloods en de kantine zich in verschillende gebouwen bevonden.
In 1978 kwamen er concrete plannen vanuit de gemeente om samen met Viking en Triton één loods te bouwen aan de Verlengde Hoogravenseweg. Men ging ervan uit dat Orca en Triton op den duur wel samen verder zouden gaan, hiervan is echter nooit sprake geweest. Daarom werd er maar één kantine gebouwd voor beide verenigingen. Dit bleek al snel een verkeerd toekomstbeeld te zijn. Tot de verbouwing in 1995 hebben Orca en Triton de kantine gedeeld, daarna zijn zij ieder hun eigen weg gegaan. Weliswaar in hetzelfde gebouw, maar nu met eigen kantine en meer botencapaciteit. De kleedkamers, krachtruimte en binnenbak worden hedendaags nog steeds gedeeld.
De vereniging heeft ongeveer 1000 leden en jaarlijks worden circa 300 nieuwe studenten lid. Orca combineert roeien met verschillende gezelligheidsactiviteiten. Elk jaar levert Orca een of meer roeiers aan de Koninklijke Nederlandse Roeibond (KNRB). De vereniging organiseert jaarlijks de Orca Competitie Slotwedstrijden.
De verenigingskleuren zijn gewoontegetrouw: rood, grijs en zwart tezamen.

## Internationale Orca-roeiers (1994-2012)
- Victor Bastiaansen
- Dienke Bos
- Pieter Bottema (Wereldkampioen LM8+ 2007)
- Danielle Broekhuizen
- Rutger Bruil
- Geert Cirkel (World Cup winnaar M4- 2007, 2008)
- Bastiaan Diepenbroek
- Meike van Driel
- Annemieke Eijgelaar
- Renske van der Gaag
- Frank de Graaf
- Sjoerd Hamburger (Wereldkampioen BM1x 2005)
- Roy van Kessel
- Susan van Kuijeren
- Joeri van Leeuwen (Wereldrecordhouder 1999-2004)
- Elien Meijer (Wereldkampioen W4- 1994, olympisch zilver 8+ 2000)
- Jerker Menninga
- Peter van der Noort
- Merijn van Oijen (stuur)
- Jan Willem van der Paauw
- Ysbrand Schreuder
- Jannes van Weele (stuur)
- Paul Serail (stuur)
- Reina Sikkema
- Dagne Swarte
- Marieke Westerhof (olympisch zilver 8+ 2000)
- Bert Westerveld
- Claudia Belderbos (olympisch brons 8+ 2012)
- Inge Janssen